# Pensamiento anti-LGBT en Indonesia
El pensamiento anti-LGBT en Indonesia es el desagrado colectivo o incluso el odio de algunos indonesios hacia todo lo relacionado con el colectivo LGBT. Este pensamiento empezó a ocurrir a principios de 2016 después de que circularan por los medios de comunicación carteles del grupo de apoyo y centro de recursos sobre estudios de la sexualidad de la Universidad de Indonesia en los que se ofrecía asesoramiento gratuito a los jóvenes homosexuales. Desde entonces, ha habido varios rechazos, blasfemias y críticas por parte de figuras políticas y diversos grupos de la sociedad. Por ejemplo, el ministro de defensa, Ryamizard Ryacudu, declaró que los LGBT forman parte de una «guerra por poderes» que es más «peligrosa» que la guerra nuclear. Por su parte, el ministro de investigación y tecnología, Mohamad Nasir, declaró que prohibía la presencia de personas LGBT en el campus, aunque luego cambió su declaración para prohibir que las personas LGBT «se besen» en el campus. En la ciudad de Padang, el 18 de noviembre de 2018, el alcalde Mahyeldi Ansharullah llegó a liderar una conferencia anti-LGBT a la que asistieron siete mil personas.

## Resultados de las encuestas
Una encuesta del Centro de Investigación Pew en 2019 mostró que el 80% de los encuestados dijo que la homosexualidad no debería ser aceptada por la sociedad. Según una encuesta realizada en 2017 por ILGA, solo el 38% de los indonesios dijo que las personas que mantienen relaciones con personas del mismo sexo deberían ser acusadas como delincuentes, mientras que otro 62% de los indonesios negó que las relaciones con personas del mismo sexo sean un delito penal o se mostró neutral. Por su parte, una encuesta de Saiful Mujani Research and Consulting de 2018 reveló que el 87,6% de los 1200 encuestados indonesios considera a las personas LGBT una amenaza, aunque el 57,7% acepta su derecho a vivir como ciudadanos indonesios.

## Impacto
La opresión e intolerancia hacia las personas LGBT ha aumentado desde principios de 2016. En 2016, el internado islámico Al-Fatah Waria de Yogyakarta fue cerrado debido a la oposición de varios grupos. En 2017, la policía hizo una redada en una sauna gay de Yakarta y detuvo a 141 personas que posteriormente fueron acusadas en virtud de la ley de pornografía. Ese mismo año, cinco mujeres de Medan fueron perseguidas por los residentes alegando que las habían sorprendido besándose.  Doce mujeres también fueron desalojadas de su lugar en la aldea de Tugu Jaya, Java Occidental, porque los residentes estaban preocupados por su aspecto «poco femenino». Las personas transgénero no se han librado; en Kabupaten Aceh Utara, en 2018, varias personas transgénero fueron detenidas por la policía y obligadas a «volver a ser hombres».
Según una investigación de Human Rights Watch, la discriminación y la persecución de las personas LGBT en Indonesia ha tenido un impacto negativo en los esfuerzos para abordar el VIH/SIDA en el país, ya que las personas vulnerables al VIH tienen miedo de asesorarse o buscar tratamiento médico. Como resultado, las tasas de VIH entre los hombres que tienen relaciones sexuales con hombres se han quintuplicado desde 2007, pasando del 5% al 25%, aunque la mayoría de las nuevas infecciones por el VIH en Indonesia siguen procediendo de relaciones heterosexuales.